# Ana Gervasi
Ana Cecilia Gervasi Díaz (Lima, 1º dicembre 1966 – Lima, 8 settembre 2024) è stata una politica e diplomatica peruviana.

## Biografia

### Origini e formazione
Ana Gervasi nacque a Lima il 1º dicembre 1966. Si laureò in giurisprudenza alla Pontificia Università Cattolica del Perù, ottenendo il titolo di avvocata. Conseguì successivamente un master in relazioni internazionali presso il London School of Economics and Political Science, una specializzazione all'Università di Ginevra, in Svizzera, e un dottorato all'Università di Buenos Aires.

### Carriera diplomatica
Come diplomatica, Ana Gervasi venne inizialmente nominata console generale del Perù a Toronto e poi a Washington e ministra consigliera della missione permanente del Perù presso le Nazioni Unite a New York.
In seguito divenne prima consulente politica dell'ambasciata peruviana a Buenos Aires e poi delegata all'Organizzazione mondiale del commercio, a Ginevra, rappresentando il suo Paese.
Durante la sua carriera nella diplomazia peruviana, Ana Gervasi prese parte ai negoziati di diversi trattati importanti, tra i quali l'accordo del partenariato trans-pacifico nel 2008 e l'accordo di libero scambio tra gli Stati Uniti e il Perù tra il 2004 e il 2005.
Nel dicembre 2023 venne nominata rappresentante permanente del Perù presso le organizzazioni internazionali con sede in Svizzera.

### Carriera politica
Nel marzo 2022 Ana Gervasi venne nominata viceministra del commercio estero e del turismo nel quarto governo guidato dal presidente Pedro Castillo. Ricoprì quest'incarico fino all'11 agosto successivo, quando venne designata a viceministra degli affari esteri dal ministro Miguel Rodríguez Mackay.
Il 10 dicembre 2022 Ana Gervasi venne scelta come titolare del dicastero degli affari esteri dalla presidente Dina Boluarte.
Rassegnò le dimissioni da ministra il 6 novembre 2023. Le succedette Javier González-Olaechea.

### Morte
L'8 settembre 2024 le testate giornalistiche ne annunciarono la morte, affermando che il corpo venne trovato privo di vita nel suo domicilio nel distretto di Miraflores, a Lima. Nei giorni seguenti, la polizia affermò di non aver trovato segnali di violenza nell'appartamento.